# Yozo Matsushima
Yozo Matsushima (japonès: 松島与三)  (Sakai, 11 de febrer de 1921 - Osaka, 9 d'abril de 1983) va ser un matemàtic japonès.
Matsushima va estudiar matemàtiques a la universitat d'Osaka en la qual es va graduar el 1942 sota la direcció de Kenjiro Shoda. Immediatament va començar la seva carrera acadèmica a les universitats d'Osaka, primer, i de Nagoya, després. El 1960 va retornar a Osaka per ocupar el lloc del seu mestre, qui havia estat nomenat president de la universitat. El 1966 va ser nomenat professor de la universitat de Notre Dame a Indiana (Estats Units) en la qual va romandre catorze anys, fins al 1980 quan va retornar a Osaka, ciutat en la qual va morir el tres anys més tard.
Matsushima va ser un especialista en geometria diferencial que va publicar quatre monografies (dos en japonès i dos en anglès) i una quarantena d'articles sobre el tema. Els seus treballs més notables van ser en el camp de les àlgebres de Lie i les varietats complexes, de les formes harmòniques vectorials, dels automorfismes de varietats complexes i altres estructures afins.